# Where’s Your Love
"Where’s Your Love" jest singlem brytyjskiego artysty R&B Craiga Davida z jego albumu kompilacyjnego o nazwie Greatest Hits. Utwór został stworzony przy gościnnym udziale rapera Tinchy’ego Strydera i piosenkarki Rity Ory, lecz jej wokal nie jest oficjalnie wymieniany przy tytule piosenki. Został on wydany wyłącznie do cyfrowego pobrania w dniu 10 listopada 2008 roku w Wielkiej Brytanii i obu Irlandiach. Nagranie zawiera refren, który został wykorzystany w wielu różnych utworach brytyjskiego garage'u, co Craig David uważa za hołd dla tego gatunku, który uczynił go gwiazdą. Utwór zadebiutował na #58 miejscu na UK Singles Chart.

## Teledysk
Teledysk utworu "Where’s Your Love" zadebiutował 17 listopada 2008 roku w serwisie YouTube. Trwa on 3:31 minut. Wideo ukazuje w białym pomieszczeniu śpiewającego Craiga Davida, rapującego Tinchy’ego Strydera oraz śpiewającą Ritę Orę. Teledysk jest też przeplatany scenami wokalu Davida, znajdującego się w ciemnym korytarzu. Wideo zostało wyreżyserowane przez Steve’a Kemsleya.

## Listy utworów i formaty
Greatest Hits:
| Nr | Tytuł utworu                                          | Długość |
| -- | ----------------------------------------------------- | ------- |
| 1. | „Where’s Your Love” (feat. Tinchy Stryder)            | 3:35    |
| 2. | „Where’s Your Love” (feat. Tinchy Stryder & Rita Ora) | 4:34    |
|    |                                                       | 8:09    |

UK CD 1 (Promo):
| Nr | Tytuł utworu                         | Długość |
| -- | ------------------------------------ | ------- |
| 1. | „Where’s Your Love” (10 Below Club)  | 4:29    |
| 2. | „Where’s Your Love” (10 Below Radio) | 3:33    |
|    |                                      | 8:02    |

UK CD 2 (Promo):
| Nr | Tytuł utworu                          | Długość |
| -- | ------------------------------------- | ------- |
| 1. | „Where’s Your Love”                   | 4:33    |
| 2. | „Where’s Your Love” (wersja radiowa)  | 4:29    |
| 3. | „Where’s Your Love” (Witty Boy Remix) | 4:51    |
|    |                                       | 13:53   |

UK 12" Vinyl (Promo):
| Nr | Tytuł utworu                          | Długość |
| -- | ------------------------------------- | ------- |
| 1. | „Where’s Your Love” (10 Below Club)   | 4:29    |
| 2. | „Where’s Your Love” (Witty Boy Remix) | 4:51    |
|    |                                       | 9:20    |

## Pozycje na listach
"Where’s Your Love" zadebiutował na UK Singles Chart na #58 miejscu i utrzymał się na liście tylko jeden tydzień.
| Lista             | Najlepsza pozycja |
| ----------------- | ----------------- |
| UK Singles Top 75 | 58                |